# Glaresis oxiana
Glaresis oxiana is een keversoort uit de familie Glaresidae. De wetenschappelijke naam van de soort is voor het eerst geldig gepubliceerd in 1892 door Semenov.